# David McTaggart
Pour les articles homonymes, voir McTaggart.
David Mc Taggart, de son nom complet David Fraser McTaggart, né le 24 juin 1932 à Vancouver (Canada) et mort le 23 mars 2001 à Paciano (Italie), est un environnementaliste canadien, qui a joué un rôle central dans la fondation et le développement de la branche internationale de l'association Greenpeace.

## Biographie
Il dirige d'abord une entreprise de construction et mène une vie aisée. Après la faillite de son entreprise canadienne, il émigre en Nouvelle-Zélande et y fait l'acquisition, en 1969, d'un bateau, le Vega.
Il rejoint Greenpeace en 1972 et met son bateau à la disposition de l'association pour mener une campagne contre les essais nucléaires atmosphériques français sur l'atoll de Moruroa (Polynésie française), campagne à laquelle participe également Bob Hunter, premier président de Greenpeace. En 1973, le navire (renommé Greenpeace III) est arraisonné par la Marine française, dans une intervention « musclée » au cours de laquelle David McTaggart perd l'usage d'un œil pendant dix jours, comme raconté dans son livre paru en 1973 "Outrage ! The ordeal of Greenpeace III", publié en français deux ans plus tard sous le titre "La croisière nucléaire".
En 1979, après le retrait, l'année précédente, de Bob Hunter de la présidence de la branche canadienne originelle de Greenpeace, David McTaggart fonde la branche internationale de l'organisation et en devient le premier président et porte-parole, fonctions qu'il occupera jusqu'en 1991, année où il prend sa retraite pour vivre dans une oliveraie située à Paciano en Italie.
Durant ses années de retraite et jusqu'à sa mort, David McTaggart continue à participer périodiquement aux activités de Greenpeace, dans des forums ou lors de conférences.
Il trouve la mort en 2001, dans un accident d'automobile.

## Sources
- (en)/(de) Cet article est partiellement ou en totalité issu des articles intitulés en anglais « David McTaggart » (voir la liste des auteurs) et en allemand « David McTaggart » (voir la liste des auteurs).